# FNRS-1

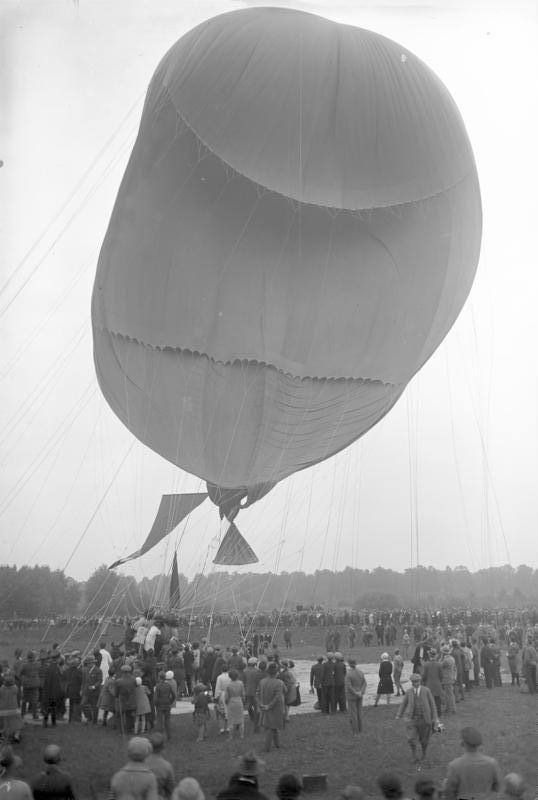
Стратостат FNRS-1 на старте

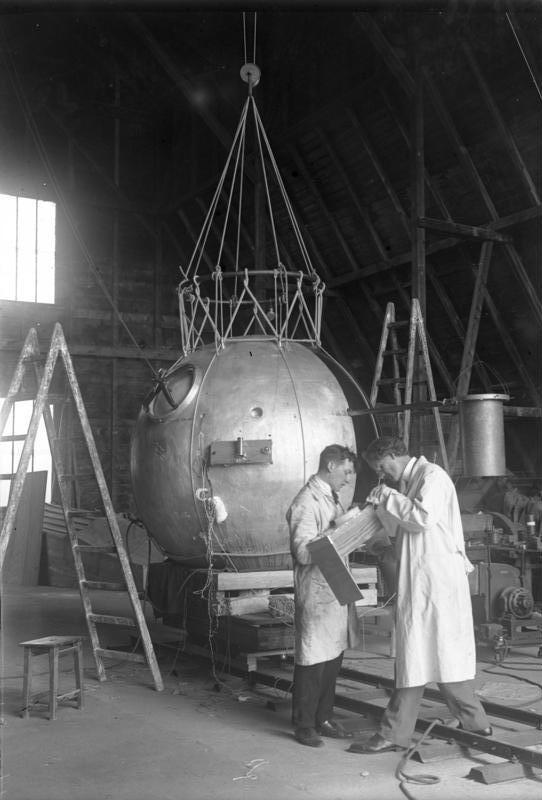
Огюст Пикар у гондолы стратостата FNRS-1

FNRS-1 — первый в мире стратостат с герметичной гондолой. Спроектирован Огюстом Пикаром в 1930 году при поддержке бельгийского «Национального фонда для научных исследований» (Fonds National de la Recherche Scientifique — FNRS).

## Технические характеристики
- Наполняемая водородом оболочка (изготовлена на заводе фирмы нем. Riedingersche Ballonfabrik [de] в Аугсбурге, Германия)
  - диаметр — 30 метров
  - объём — около 14 130 кубических метров (около 500 000 кубических футов).
- Гондола (изготовлена на заводе Georges L’Hoir в Льеже, Бельгия)
  - материал — алюминий
  - диаметр — 2,1 м
  - масса — 732 кг
  - система терморегуляции: первоначально гондола была покрашена с одной стороны в белый, а с другой — в чёрный цвет, что при повороте к Солнцу соответствующей стороной должно было приводить к остыванию или нагреванию гондолы, в первых полётах устройство поворота гондолы не работало, что вызвало перегрев или сильное охлаждение воздуха в гондоле; впоследствии использовалась электрическая система терморегуляции.

## Полёты

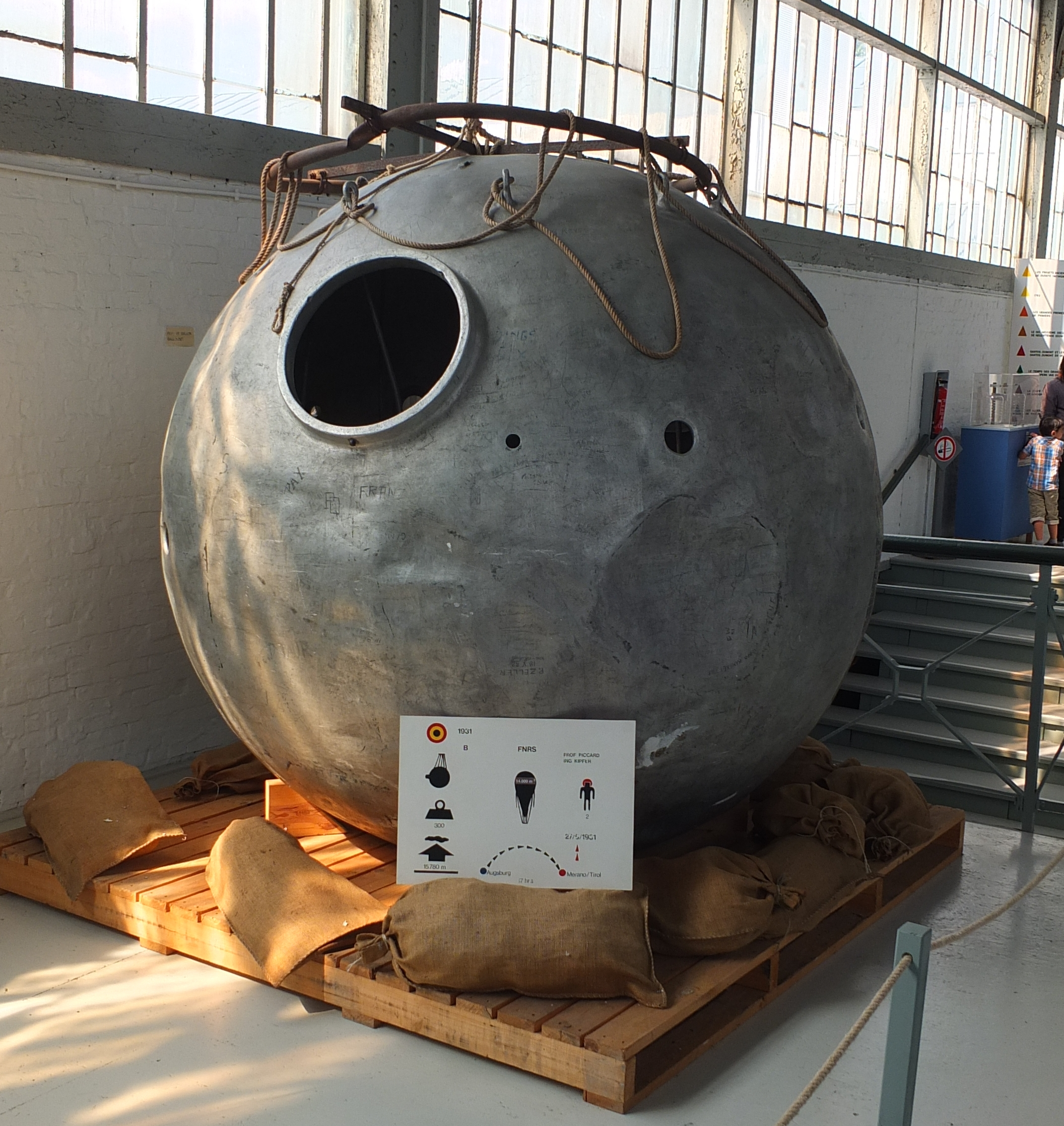
Гондола FNRS-1 в Королевском музее армии и военной истории Бельгии, Брюссель

### Первый полёт
Старт — 27 мая 1931 года в 3 часа 53 мин с окраины города Аугсбург. Экипаж — Огюст Пикар, Пауль Кипфер. Максимальная высота, достигнутая в полёте — 15 781 м. Продолжительность полёта — 17 часов 28 минут.
В ходе полёта выяснилось, что герметичность гондолы была нарушена из-за падения накануне старта, однако её удалось восстановить с помощью пакли и вазелина. Разбился аппарат со сжатым воздухом, сломался ртутный барометр и вытекла ртуть. Температура в гондоле поднималась до 38°С. Из-за того, что клапанная верёвка запуталась за одну из строп, экипаж не смог открыть клапан, чтобы выпусть газ для управления спуском.
В 21 час 21 минуту стратостат приземлился на высоте около 2 500 метров на ледник Гургль (Gurgl Gletscher) в тирольских Альпах. В полдень следующего дня лыжный патруль свернул оболочку стратостата и забрал её для дальнейшего использования, и помог стратонавтам добраться до расположенного рядом селения Обергургль. Так как повторное использование гондолы не предполагалось, она была оставлена в горах, откуда её через год забрала экспедиция Инсбрукского университета.

### Второй полёт
Старт — 8 августа 1932 года из окрестностей города Дюбендорф, пригорода Цюриха , Швейцария. Экипаж — Огюст Пикар, Макс Козинс. Максимальная высота, достигнутая в полёте — 16 201 метр. Продолжительность полёта — 11 часов 45 минут. Целью полёта было достижение рекордной высоты и изучение космических лучей.
Из-за неисправности механизма поворота гондолы к Солнцу нужной стороной, температура в ней упала до −15°С. Во время этого полёта Пикар впервые отправил на землю радиосообщение из стратосферы.
В 17 часов стратостат приземлился на южном берегу озера Гарда в Италии, в 15 км от города Дезенцано-дель-Гарда.

### Третий полёт
Старт — 18 августа 1934 года в 06 часов 19 минут из окрестностей Hour-Havenne в провинции Намюр в Бельгии. Экипаж — Макс Козинс, Нере ван дер Элст. Максимальная высота, достигнутая в полёте — 16 940 метров.
Во время полёта были проведены исследования космических лучей и воздушных течений в верхних слоях атмосферы.
Стратостат приземлился в районе деревни Женавле (Ženavlje) в Югославии на расстоянии 1 860 километров от места старта.